# Сушево (община Куманово)
Вижте пояснителната страница за други значения на Сушево.
Сушево или Сушово (на македонска литературна норма: Сушево; на албански: Susheva) е село в Северна Македония, в община Куманово.

## География
Селото е разположено в котловината Жеглигово северно от общинския център Куманово в западното подножие на планината Руен.

## История
В 1861 година Йохан фон Хан на етническата си карта на долината на Българска Морава отбелязва Сушево като албанско село.
В края на XIX век Сушево е предимно албанско село в Кумановска каза на Османската империя. Според статистиката на Васил Кънчов („Македония. Етнография и статистика“) от 1900 година Сушево е село, населявано от 20 жители българи християни, 190 арнаути мохамедани и 30 цигани.
Цялото християнско население на селото е сърбоманско под върховенството на Цариградската патриаршия. Според патриаршеския митрополит Фирмилиан в 1902 година в селото има 5 сръбски патриаршистки къщи. По данни на секретаря на Българската екзархия Димитър Мишев („La Macédoine et sa Population Chrétienne“) в 1905 година в Сушово има 56 българи патриаршисти сърбомани.
В 1994 година жителите на селото са 58, от които 57 сърби и 1 македонец. Според преброяването от 2002 година селото има 34 жители.
| Националност     | Всичко |
| северномакедонци | 3      |
| албанци          | 1      |
| турци            | 0      |
| роми             | 0      |
| власи            | 0      |
| сърби            | 30     |
| бошняци          | 0      |
| други            | 0      |

## Личности
Починали в Сушево
- Стоил Александров Георгиев, български военен деец, подофицер, загинал през Втората световна война[6]